# Sicarius diadorim
Espèce
Sicarius diadorim est une espèce d'araignées aranéomorphes de la famille des Sicariidae.

## Distribution
Cette espèce est endémique du Brésil. Elle se rencontre dans les États du Minas Gerais et de Bahia.

## Description
Le mâle holotype mesure 10,38 mm et la femelle paratype 14,39 mm.

## Publication originale
- Magalhães, Brescovit & Santos, 2013 : The six-eyed sand spiders of the genus Sicarius (Araneae: Haplogynae: Sicariidae) from the Brazilian caatinga. Zootaxa, no 3599, p. 101-135.